# Indische Frauen-Cricket-Nationalmannschaft in Neuseeland in der Saison 2021/22
Die Tour der indischen Frauen-Cricket-Nationalmannschaft nach Neuseeland in der Saison 2021/22 fand vom 12. bis zum 24. Februar 2022 statt. Die internationale Cricket-Tour war Bestandteil der Internationalen Cricket-Saison 2021/22 und umfasste fünf WODIs und ein WTwenty20. Neuseeland gewann die WODI-Serie 4–1 und die WTwenty20-Serie 1–0.

## Vorgeschichte
Indien spielte zuvor eine Tour in Australien, für Neuseeland war es die erste Tour der Saison. Das letzte Aufeinandertreffen der beiden Mannschaften bei einer Tour fand in der Saison 2018/19 in Neuseeland statt. Die Tour dient als direkte Vorbereitung des Women’s Cricket World Cup 2022, der im Anschluss an der Tour startet.

## Stadion
Das folgende Stadion wurden für die Austragung der Tour ausgewählt.
| Stadion                  | Stadt      | Kapazität | Spiele                |
| ------------------------ | ---------- | --------- | --------------------- |
| Queenstown Events Centre | Queenstown | 19.000    | 1. – 5. WODI; 1. WT20 |

## Kaderlisten
Indien benannte seine Kader am 6. Januar 2022.
Neuseeland benannte seine Kader am 3. Februar 2022.
| WODI | WODI | WTwenty20 | WTwenty20 |
| Neuseeland | Indien | Neuseeland | Indien |
| --- | --- | --- | --- |
| - Sophie Devine (K) - Amy Satterthwaite (VK) - Suzie Bates - Lauren Down - Maddy Green - Brooke Halliday - Hayley Jensen - Fran Jonas - Jess Kerr - Amelia Kerr - Frances Mackay - Rosemary Mair - Katey Martin - Hannah Rowe - Lea Tahuhu | - Mithali Raj (K) - Harmanpreet Kaur (VK) - Simran Bahadur - Taniya Bhatia (wk) - Yastika Bhatia - Ekta Bisht - Rajeshwari Gayakwad - Richa Ghosh (wk) - Jhulan Goswami - Smriti Mandhana - Sabbhineni Meghana - Sneh Rana - Deepti Sharma - Meghna Singh - Renuka Singh - Pooja Vastrakar - Shafali Verma - Poonam Yadav | - Sophie Devine (K) - Amy Satterthwaite (VK) - Suzie Bates - Lauren Down - Maddy Green - Brooke Halliday - Hayley Jensen - Fran Jonas - Jess Kerr - Amelia Kerr - Frances Mackay - Rosemary Mair - Katey Martin - Hannah Rowe - Lea Tahuhu | - Harmanpreet Kaur (K) - Smriti Mandhana (vc) - Simran Bahadur - Taniya Bhatia (wk) - Yastika Bhatia - Ekta Bisht - Rajeshwari Gayakwad - Richa Ghosh (wk) - Jhulan Goswami - Sabbhineni Meghana - Sneh Rana - Deepti Sharma - Meghna Singh - Renuka Singh - Pooja Vastrakar - Shafali Verma - Poonam Yadav |

## Women’s Twenty20 International in Queenstown
| 9. Februar Scorecard | Queenstown | Neuseeland 155-5 (20)          | – | Indien 137-8 (20) |
|                      |            | Neuseeland gewinnt mit 18 Runs |   |                   |

Indien gewann den Münzwurf und entschied sich als Feldmannschaft zu beginnen. Die neuseeländischen Eröffnungs-Batterinnen Suzie Bates und Kapitänin Sophie Devine konnte eine Partnerschaft über 60 Runs aufbauen, bis Devine nach 31 Runs ausschied. Sie wurde durch Amelia Kerr ersetzt. Bates schied nach 36 Runs aus und ihr folgte Maddy Green. Kerr konnte 17 Runs erreichen und nachdem Lea Tahuhu aufs Feld kam, schied Green nach 26 Runs aus. Tahuhu konnte 27 Runs erreichen und die verbliebenen Batterinnen erhöhten die Vorgabe auf 156 Runs. Beste indische Bolwerinnen waren Pooja Vastrakar mit 2 Wickets für 16 Runs und Deepti Sharma mit 2 Wickets für 25 Runs. Von den indischen Eröffnungs-Batterinnen erzielten Yastika Bhatia 26 Runs und Shafali Verma 13 Runs. Ihnen folgte Kapitänin Harmanpreet Kaur und Sabbhineni Meghana. Kaur schied nach 12 Runs aus und wurde durch Richa Ghosh ersetzt. Meghana konnte 37 Runs erreichen, bevor sie ausschied, und Ghosh 12. Den verbliebenen Batterinnen gelang es nicht die Vorgabe einzuholen. Die besten Bowlerinnen für Neuseeland mit jeweils 2 Runs waren Jess Kerr für 20 Runs, Hayley Jensen für 25 Runs und Amelia Kerr für ebenfalls 25 Runs. Als Spielerin des Spiels wurde Lea Tahuhu ausgezeichnet.

## Women’s One-Day Internationals

### Erstes WODI in Queenstown
| 12. Februar Scorecard | Queenstown | Neuseeland 275 (48.1)          | – | Indien 213 (49.4) |
|                       |            | Neuseeland gewinnt mit 62 Runs |   |                   |

Indien gewann den Münzwurf und entschied sich als Feldmannschaft zu beginnen. Für Neuseeland konnte sich zunächst Eröffnungs-Batterin Suzie Bates etablieren und an ihrer Seite Maddy Green 17 Runs und Amelia Kerr 33 Runs erreichen. Ihnen folgte Amy Satterthwaite und mit ihr zusammen konnte Bates eine Partnerschaft über 98 Runs erzielen, bevor sie nach einem Century über 106 Runs aus 111 Bällen ihr Wicket verlor. Satterthwaite konnte ein Fifty über 63 Runs bis zu ihrem ausscheiden erzielen und die verbliebenen Batterinen die Vorgabe auf 276 erhöhten. Für Indien erzielten vier Batterinen jeweils zwei Wickets: Rajeshwari Gayakwad (für 28 Runs), Deepti Sharma (für 47 Runs), Pooja Vastrakar (für 55 Runs) und Jhulan Goswami für 58 Runs. Die beiden Eröffnungs-Batterinnen für Indien verloren früh ihr Wicket, bevor Yastika Bhatia zusammen mit Kapitänin Mithali Raj eine Partnerschaft über 88 Runs aufbauen konnten. Bhatia verlor ihr Wicket nach 41 Runs und Raj konnte sein Half-Century über 59 Runs erreichen. Von den verbliebenen Batterinen erzielten Richa Ghosh 22 Runs und Pooja Vastrakar 23 Runs, was jedoch nicht ausreichte, um die Vorgabe der Neuseeländerinnen einzuholen. Als Spielerin des Spiels wurde Suzie Bates ausgezeichnet.

### Zweites WODI in Queenstown
| 15. Februar Scorecard | Queenstown | Indien 270-6 (50)                | – | Neuseeland 273-7 (49) |
|                       |            | Neuseeland gewinnt mit 3 Wickets |   |                       |

Indien gewann den Münzwurf und entschied sich als Schlagmannschaft zu beginnen. Für Indien begannen Sabbhineni Meghana und Shafali Verma mit einer Partnerschaft über 61 Runs, bevor Verma nach 24 Runs ausschied und durch Yastika Bhatia ersetzt wurde. Bhatia konnte 31 Runs erzielen und wurde gefolgt durch Kapitänin Mithali Raj, die sich etablieren konnte. Nachdem Meghana nach 49 Runs ihr Wicket verloren hatte, konnten Raj mit Richa Ghosh eine Partnerschaft über 108 Runs erreichen. Nachdem Ghosh nach einem Half-Century über 65 Runs ausgeschieden war, konnte Raj das Innings mit ungeschlagenen 66 Runs beenden. Beste neuseeländische Bowlerin war Sophie Devine mit 2 Wickets für 42 Runs. Für Neuseeland konnte Sophie Devine 33 Runs erzielen, bevor sich Amelia Kerr etablieren konnte. Zusammen mit Maddy Green schafften sie eine Partnerschaft über 128 Runs. Green schied nach einem Half-Century über 52 Runs aus und an Kerr’s Seite konnte KateyMartin noch 20 Runs erzielen. Kerr beendete das Innings nach einem ungeschlagenen Century über 119* Runs aus 135 Bällen ein Over vor Schluss. Beste Bowlerin für Indien war Deepti Sharma mit 4 Wickets für 52 Runs. Als Spielerin des Spiels wurde Amelia Kerr ausgezeichnet.

### Drittes WODI in Queenstown
| 18. Februar Scorecard | Queenstown | Indien 279 (49.3)                | – | Neuseeland 280-7 (49.1) |
|                       |            | Neuseeland gewinnt mit 3 Wickets |   |                         |

Neuseeland gewann den Münzwurf und entschied sich als Feldmannschaft zu beginnen. Indien begann mit den Eröffnungs-Batterinnen Sabbhineni Meghana und Shafali Verma die zusammen eine Partnerschaft über 100 Runs erreichten. Nachdem Meghana nach einem Half-Century über 61 Runs ausgeschieden war, wurde sie durch Yastika Bhatia ersetzt. Verma verlor nach einem Fifty über 51 Runs ihr Wicket und kurz darauf auch Bhatia nach 19 Runs. Es folgten Kapitänin Mithali Raj mit 23 Runs und Harmanpreet Kaur mit 13 Runs, bevor sich Deepti Sharma etablierte. Diese konnte bis zum letzten Over des Innings ungeschlagene 69* Runs erzielen, bevior Indien das letzte Wicket verlor. Beste Bowlerinnen für Neuseeland waren Rosemary Mair mit 2 Wickets für 43 Runs und Hannah Rowe mit 2 Wickets für 52 Runs. Neuseeland verlor früh seine Eröffnungs-Batterinnen, bevor sich Amelia Kerr und Amy Satterthwaite etablieren konnten und eine Partnerschaft über 103 Runs erzielten. Satterthwaite schied nach einem Fifty über 59 Runs aus und wurde durch Maddy Green ersetzt. Nachdem Kerr nach einem Half-Century über 67 Runs ausgeschieden war, konnte sich Lauren Down etablieren. An ihrer Seite erzielten Katey Martin 35 Runs und Frances Mackay 17 Runs, bevor Down ungeschlagen die Vorgabe der Inderinnen im letzten Over nach 64 Runs einholen konnte. Beste indische Bowlerin war Jhulan Goswami mit 3 Wickets für 47 Runs. Als Spielerin des Spiels wurde Lauren Down ausgezeichnet.

### Viertes WODI in Queenstown
| 22. Februar Scorecard | Queenstown | Neuseeland 191-5 (20/20)       | – | Indien 128 (17.5/20) |
|                       |            | Neuseeland gewinnt mit 62 Runs |   |                      |

Indien gewann den Münzwurf und entschied sich als Feldmannschaft zu beginnen. Auf Grund von Regenfällen wurde das Spiel auf 20 Over pro Team reduziert. Als Eröffnungs-Batterinnen erzielten Suzie Bates und Kapitänin Sophie Devine eine Partnerschaft über 53 Runs. Devine schied nach 32 Runs aus und wurde durch Amelia Kerr ersetzt. Bates erreichte 41 Runs, bevor sie ihr Wicket verlor und durch Amy Satterthwaite ersetzt wurde. Nachdem Satterthwaite nach 32 Runs ausgeschieden war, konnte sich keine weitere Spielerin etablieren und Kerr konnte das Inning mit einem ungeschlagenen Half-Century über 68* Runs beenden. Beste indische Bowlerin war Renuka Singh mit 2 Wickets für 33 Runs. Für Indien konnte Eröffnungs-Batterin Smriti Mandhana 13 Runs erzielen, bevor Kapitänin Mithali Raj und Richa Ghosh eine Partnerschaft über 77 Runs aufbauten. Ghosh verlor nach einem Half-Century über 52 Runs ihr Wicket und auch Raj schied kurz darauf nach 30 Runs aus. Den verbliebenen Batterinnen gelang es nicht die neuseeländische Vorgabe einzuholen. Beste Bowlerinnen für Neuseeland waren Amelia Kerr mit 3 Wickets für 30 Runs und Hayley Jensen mit 3 Wickets für 32 Runs. Als Spielerin des Spiels wurde Amelia Kerr ausgezeichnet.

### Fünftes WODI in Queenstown
| 24. Februar Scorecard | Queenstown | Neuseeland 251-9 (50)        | – | Indien 252-4 (46) |
|                       |            | Indien gewinnt mit 6 Wickets |   |                   |

Neuseeland gewann den Münzwurf und entschied sich als Schlagmannschaft zu beginnen. Nachdem Eröffnungs-Batterin Suzie Bates 17 Runs erzielte, bauten Kapitänin Sophie Devine und Amelia Kerr eine Partnerschaft über 68 Runs auf. Devine schied nach 34 Runs aus und nachdem Amy Satterthwaite 12 Runs erreichte kam Lauren Down auf das Feld. Amelia Kerr verlor ihr Wicket dann nach einem Half-Century über 66 Runs und Down fand Hayley Jensen an ihrer Seite. Beide Spielerinnen konnten 30 Runs erreichen und mit weiteren Runs der verbliebenen Batterinnen kam Neuseeland auf eine Vorgabe von 252 Runs. Für Indien konnten drei Spielerinnen jeweils zwei Wickets erzielen: Sneh Rana für 40 Runs, Deepti Sharma für 42 Runs und Rajeshwari Gayakwad für 61 Runs. Von den indischen Eröffnungs-Batterinnen konnte sich Smriti Mandhana etablieren. An ihrer Seite erreichte Deepti Sharma 21 Runs, bevor sie durch Harmanpreet Kaur gefolgt wurde. Mandhana verlor ihr Wicket nach einem Half-Century über 71 Runs und wurde ersetzt durch Kapitänin Mithali Raj. Kaur erreichte ein Half-Century über 63 Runs und Raj konnte dann mit ungeschlagenen 54* Runs die Vorgabe der Neuseeländerinnen einholen. Vier Bowlerinnen der Neuseeländerinnen erzielten jeweils ein Wicket. Als Spielerin des Spiels wurde Smriti Mandhana ausgezeichnet.

## Auszeichnungen

### Player of the Series
Als Player of the Series wurden der folgende Spieler ausgezeichnet.
| Serie | Player of the Series |
| ----- | -------------------- |
| WODI  | Amelia Kerr          |
| WT20  | –                    |

### Player of the Match
Als Player of the Match wurden die folgenden Spielerinnen ausgezeichnet.
| Spiel   | Player of the Match |
| ------- | ------------------- |
| 1. WODI | Suzie Bates         |
| 2. WODI | Amelia Kerr         |
| 3. WODI | Lauren Down         |
| 4. WODI | Amelia Kerr         |
| 5. WODI | Smriti Mandhana     |
| 1. WT20 | Lea Tahuhu          |